# Judith Herrin
Judith Herrin (/ˈhɛrɪn/; 1942) es una arqueóloga e historiadora británica especializada en la antigüedad tardía. Fue profesora de Estudios Antiguos y Bizantinos y fue titular de la cátedra Constantine Leventis en King's College (ahora emerita).

## Primeros años
Herrin fue educada en Bedales School, tras lo que estudió historia en la Universidad de Cambridge. Obtuvo su doctorado en 1972 por la Universidad de Birmingham. Trabajó en París, Atenas y Múnich.

## Carrera
Herrin trabajó como un arqueóloga en la Escuela Británica de Atenas y en el emplazamiento de la mezquita de Kalenderhane en Estambul como parte de la expedición de Dumbarton Oak. Entre 1991 y 1995, tuvo la cátedra Stanley J. Seeger en historia bizantina en Princeton. Fue nombrada Profesora de Estudios Antiguos y Bizantinos en King's College (KCL) en 1995, llegando a ser jefa del departamento del Centro de Estudios Helénicos. Se jubiló en 2008, pasando a ser profesora emérita. Fue presidenta del Congreso Internacional de Estudios Bizantinos en 2011.
En 2016 ganó el Premio Dr. A.H. Heineken.

## Recepción crítica
En 2013, G.W. Bowersock dijo en un artículo del New York Review of Books (NYRB) que la formación de la Cristiandad significó que «muchos historiadores descubrieron de repente que el cristianismo medieval temprano era mucho más complejo de lo que nunca habían imaginado». Su libro Influencia sin rival: mujeres e imperio en Bizancio con su «perspectiva comparada sobre Bizancio, la cristiandad europa y el Islam refleja una vida de trabajo sobre el Imperio bizantino».
Bizancio: la sorprendente vida de un imperio medieval (2007) ha sido igualmente bien recibido por los historiadores académicos británicos. Norman Stone comentó en The Guardian: «Herrin es excelente al hablar sobre la Rávena de Justiniano, de mosaicos extraordinarios que de manera improbable sobrevivieron a la Segunda Guerra Mundial (cuándo los bombardeos aliados podían ser crueles) y trata muy bien aquel extraño fenómeno bizantino (y ruso), la mujer en el poder». Concluye «Judith Herrin muestra la mente de Bizancio y da protagonismo especialmente al lado artístico. Un libro muy bueno, en general». En The Daily Telegraf, Noel Malcolm declaró: «sus lectores mayoritariamente serán personas cuyas lecciones de historia en la escuela les han dejado pensando en términos de una secuencia eurocéntrica: 'Roma – Edad Oscura – Edad Media – Renacimiento'. Sus cerebros necesitan cierto recalibrado si han de entender el patrón de desarrollo bastante diferente que tuvo lugar en la 'Roma del este'; y esa es la tarea a la cual Judith Herrin se ha dedicado, aplicadamente y con mucho conocimiento mostrado de forma ligera».

## Honores
- Premio Dr. A.H. Heineken (2016) por su investigación pionera sobre culturas medievales en civilizaciones mediterráneas y por establecer la crucial importancia del Imperio bizantino en la historia.[11]
- Cruz dorada de la Orden de Honor por servicios al Helenismo por el presidente de la República de Grecia (2002)
- Medalla del Colegio de Francia (2000)
- Vicepresidenta de la junta editorial, Past & Present
- Miembro de la junta de gobierno del Instituto Warburg de la Universidad de Londres (1995–2001)
- Gobernanta de la Escuela Camden para Chicas (1995–2002)
- Socia de la Sociedad de Anticuarios
- Miembro del Comité de Academia británica para la Prosopografía del Imperio bizantino
- Miembro del Comité británico para la reunificación de los mármoles del Partenón